# Update (SQL)
UPDATE — оператор языка SQL, позволяющий обновить значения в заданных столбцах таблицы.

## Синтаксис
```
UPDATE
 
[
top
(
x
)]
 
<
объект
>
 

SET
 
<
присваивание
1
 
[,
 
присваивание
2
,
 
...]
>
 

[
WHERE
 
<
условие
>
];

```

- top(x) — команда выполнится только х раз
- <объект> — объект, над которым выполняется действие (таблица или представление)
- <присваивание> — присваивание, которое будет выполняться при каждом выполнении условия <условие>, или для каждой записи, если отсутствует раздел where
- <условие> — условие выполнения команды
- SET — после ключевого слова должен идти список полей таблицы, которые будут обновлены и непосредственно сами новые значения в виде

имя поля="значение"

## Примеры
```
UPDATE
 
tbl_books
 
SET
 
price
 
=
 
0
 
WHERE
 
quantity
 
=
 
0
;

UPDATE
 
PersonalInfo
 
SET
 
street
 
=
 
'Лизюкова'
,
 
city
 
=
 
'Воронеж'
 
WHERE
 
name
 
=
 
'Котёнок'
;

UPDATE
 
temp
 
a
 
SET

    
deptno
 
=
 
(
SELECT
 
deptno
 
FROM
 
dept
 
WHERE
 
loc
 
=
 
'BOSTON'
),

    
(
sal
,
 
comm
)
 
=
 
(

        
SELECT
 
1
.
1
*
AVG
(
sal
),
 
1
.
5
*
AVG
(
comm
)

        
FROM
 
temp
 
b

        
WHERE
 
a
.
deptno
 
=
 
b
.
deptno

        
)

    
WHERE
 
deptno
 
IN
 
(
SELECT
 
deptno
 
FROM
 
dept
 
WHERE
 
loc
 
=
 
'DALLAS'
 
OR
 
loc
 
=
 
'DETROIT'
);

```

В последнем выражении выполняются следующие операции:
- Модифицируются только те служащие, которые работают в Dallas или Detroit
- Устанавливается значение колонки deptno в значение такое же, как и у служащих из Бостона
- Устанавливается жалованье каждого служащего в 1.1 раз больше среднего жалованья всего отдела
- Устанавливаются комиссионные каждого служащего в 1.5 раза больше средних комиссионных всего отдела.